# Owosso
Owosso è un comune degli Stati Uniti d'America, situato nello Stato del Michigan, nella Contea di Shiawassee.
Qui nacque il due volte candidato alla presidenza degli Stati Uniti Thomas E. Dewey, battuto in ambedue le occasioni.